# Estrilda erythronotos
La estrilda carinegra (Estrilda erythronotos) es una especie de ave paseriforme de la familia Estrildidae propia de África austral y oriental.

## Distribución
Se encuentra en África austral y oriental, en una extensión aproximada de unos 1,300,000 km².